# Fiji op de Olympische Zomerspelen 1960
Fiji nam deel aan de Olympische Zomerspelen 1960 in Rome, Italië. Ook de tweede olympische deelname bleef zonder medailles.

## Deelnemers en resultaten
(m) = mannen, (v) = vrouwen 

### Atletiek
| Olympiër            | Onderdeel        | Resultaat | Prestatie                                       |
| ------------------- | ---------------- | --------- | ----------------------------------------------- |
| Sitiveni Moceidreke | 100m (m)         | 19e       | serie 5: 3de in 10,8 kwartfinale 2: 7de in 10,7 |
| Sitiveni Moceidreke | 200m (m)         | 32e       | serie 5: 4de in 21,8                            |
| Mesulame Rakuro     | discuswerpen (m) | 32e       | kwalificatie groep B: 19de met 47,18m           |

Afghanistan · Argentinië · Australië · Bahama's · België · Bermuda · Birma · Brazilië · Brits-Guiana · Bulgarije · Canada · Ceylon · Chili · Colombia · Cuba · Denemarken · Duits eenheidsteam · Ethiopië · Fiji · Filipijnen · Finland · Frankrijk · Ghana · Griekenland · Groot-Brittannië · Haïti · Hongarije · Hongkong · Ierland · IJsland · India · Indonesië · Irak · Iran · Israël · Italië · Japan · Joegoslavië · Kenia · Libanon · Liberia · Liechtenstein · Luxemburg · Malakka · Malta · Marokko · Mexico · Monaco · Nederland · Nederlandse Antillen · Nieuw-Zeeland · Nigeria · Noorwegen · Oeganda · Oostenrijk · Pakistan · Panama · Peru · Polen · Portugal · Puerto Rico · Roemenië · San Marino · Singapore · Soedan · Sovjet-Unie · Spanje · Suriname · Taiwan · Thailand · Tsjecho-Slowakije · Tunesië · Turkije · Uruguay · Venezuela · Verenigde Arabische Republiek · Verenigde Staten · Vietnam · West-Indische Federatie · Zuid-Afrika · Zuid-Korea · Zuid-Rhodesië · Zweden · Zwitserland